# 香港建屋貸款
香港建屋貸款有限公司，簡稱香港建屋貸款，以及建屋貸款（英語：THE HONG KONG BUILDING AND LOAN AGENCY LIMITED，港交所：00145），1972年成立及香港交易所主板上市，當時主要股東為香港上海匯豐銀行（滙豐集團一分子）、香港政府等，主要經營投資控股、財務投資及提供貸款融資及其他相關服務。
換言之，曾是官股之一，也就是受置業困難時而設，但隨著銀行、財務公司等金融企業競爭加劇，故此在90年代，出售給力寶集團、華潤集團，再轉售給聯合集團等有關企業，到現時Chinese Global Investors Group Limited旗下公司，而執行董事為區田豐。
2013年11月5日建屋貸款將以24.76億元代價，向包括中信國際資產管理及中國節能等多名持有人，購入能源及節能商益浩科技全部股權。當中除了1000萬元訂金外，餘額將以銀行本票、可換股債券、承兌票據及發行股票支付。中信國際資產管理持有益浩科技43.21%股權，中信系據此持有建屋貸款相當於63.3%已擴大後股本，成最大股東。

## 連結
- 香港建屋貸款有限公司 （页面存档备份，存于）